# Reginald Garrigou-Lagrange
Réginald Marie Garrigou-Lagrange, O.P. (Auch, França, 21 de fevereiro de 1877,  – Roma, Itália, 15 de fevereiro de 1964) foi um frade  dominicano francês e um dos maiores teólogos do Século XX.  Entre os tomistas é considerado uma das maiores autoridades devido à sua inteligência e memória brilhante. Lecionou no Angelicum em Roma entre 1909 e 1960.
O frade Garrigou-Lagrange se tornou conhecido ao escrever contra os modernistas e, posteriormente devido a seus escritos espirituais de profundo pensamento teológico. Propôs uma tese sobre a contemplação infusa resultante da vida mística como uma via normal de santidade na perfeição Cristã.  Seus grandes clássicos estão no "The Three Ages of the Interior Life ". Teve ainda muitos alunos ilustres, entre eles o Papa João Paulo  II.

## Vida
Ele nasceu Gontran-Marie Garrigou Lagrange em 21 de fevereiro de 1877 em Auch, perto de Toulouse, na França. Enquanto estudava medicina em Bordeaux, ele experimentou o que descreveu como uma conversão religiosa depois de ler Life, Science, and Art do escritor bretão Ernest Hello (1828–1885). Ele se juntou aos dominicanos franceses e estudou e ensinou em Le Saulchoir antes de se mudar para Roma, onde lecionou no Angelicum de 1909 até sua aposentadoria em 1960. Em 1917, um professor especial em teologia ascética e mística foi criado para ele no Angelicum, o primeiro de seu tipo em qualquer lugar do mundo.

## Pensamento
Ele é mais conhecido por sua teologia espiritual. Sua magnum opus no campo é The Three Ages of the Interior Life (Les Trois Ages de la Vie Interieure), em que ele propôs a tese de que a contemplação infusa e a vida mística resultante estão no caminho normal de santidade da perfeição cristã. 
Sua grande realização foi sintetizar os escritos altamente abstratos de São Tomás de Aquino com os escritos experimentais de São João da Cruz, tentando mostrar que estão em perfeita harmonia um com o outro. 
O padre Garrigou-Lagrange, o principal defensor do "estrito tomismo de observância", atraiu mais atenção quando em 1946 escreveu contra o movimento teológico Nouvelle Théologie, criticando-o como modernista. Ele também é conhecido como o autor da encíclica Humani generis, de 1950, do papa Pio XII, com o subtítulo "Concernente a algumas opiniões falsas que ameaçam minar os fundamentos da doutrina católica". 

## Obras
Produziu 28 livros (a maioria sem tradução para o português) a centenas de artigos, entre eles:
- God, His Existence and Nature: A Thomistic Solution of Certain Agnostic Antinomies (1914)
- Christian Perfection and Contemplation according to St Thomas Aquinas and St John of the Cross (1923)
- The Love of God and the Cross of Jesus (1929)
- Providence (1932)
- The Sense of Mystery (1934)
- Predestination (1936)
- Mother Frances of Jesus (1937)
- The Three Ways of the Spiritual Life (1938)
- The Three Ages of the Interior Life: Prelude of Eternal Life (1938)
- Christ the Saviour (1945), commentary on Summa Theologica III.1-26, 31-59
- Life Everlasting and Immensity of the Soul (1947)
- Grace (1947), commentary on Summa Theologica I-II.109-114.
- The Mother of the Saviour and our Interior Life (1948)
- The Priest in Union with Christ (1948)
- The Theological Virtues - Vol. 1: Faith (1948), commentary on Summa Theologica II-II.1-16
- Beatitude (1951), commentary on Summa Theologica I-II.1-54
- The One God, commentary on Summa Theologica I.1-26
- The Trinity and God the Creator, commentary on Summa Theologica I.27-119
- Reality: A Synthesis of Thomistic Thought (1950)
- Life Everlasting (1952)